# VII Corpo Panzer (Alemanha)
O VII Corpo Panzer (em alemão VII. Panzerkorps) foi um Corpo de Exército da Alemanha na Segunda Guerra Mundial, criado como parte do Grupo de Exércitos Centro em 18 de Dezembro de 1944 com o seu pessoal retirado do general staff da 49ª Divisão de Infantaria. Lutou em batalhas defensivas em Narev e na Vistula e mais tarde em Danzig. O Corpo foi dispensado do serviço em Março de 1945 e o seu general staff foi colocado à disposição do OKH.

## Comandante
| Comandante                                   | Data                               |
| -------------------------------------------- | ---------------------------------- |
| General der Panzertruppe Mortimer von Kessel | 28 de julho de 1944 – maio de 1945 |

## Unidades
- Arko 407[3]
- Korps-Nachr.Abt. 47
- Korps-Nachsch.Truppen 407

## Ordem de Batalha
26 de janeiro de 1945
- Panzergrenadier-Division "Großdeutschland"
- 24ª Divisão Panzer
- 299ª Divisão de Infantaria
- 18. Panzergrenadier Division
- 23ª Divisão de Infantaria

1 de março de 1945
- 4ª Divisão SS Polizei
- 7ª Divisão Panzer